# Leuctra vaillanti
Leuctra vaillanti är en bäcksländeart som beskrevs av Aubert 1956. Leuctra vaillanti ingår i släktet Leuctra och familjen smalbäcksländor. Inga underarter finns listade i Catalogue of Life.